# 埃尔克·海登莱希

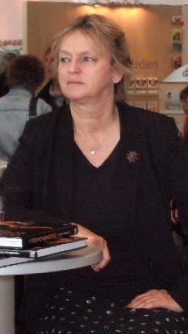
埃尔克·海登莱希

埃尔克·海登莱希（Elke Heidenreich，1943年2月15日—）是一位德国女作家，評論家，记者，节目主持人。海登莱希写过多部的电视剧本和舞台剧本。

## 作品
政论集：
- 《如此这般……发表在〈布里吉特〉杂志上的社论》（5卷本）（Also...Die letzten Kolumnen aus BRIGITTE） - 1988年

短篇小说集：
- 《爱情营地》（Kolonien der Liebe） - 1998年
- 《落水狗》（Rudernde Hunde） - 2002年
- 《背对世界》（Der Welt den Rücken） - 2002年

其他：
- 《黑猫尼禄》（Nero Corleone） - 1998年
- 《南极遥远的知音》（Am Südpol, denkt man, ist es heiß） - 1998年
- 《生活的隐意》（Erika - oder Der verborgene Sinn des Lebens） - 2002年